# Пептизация
Пептизация — термин из коллоидной химии, означает расщепление агрегатов, возникших при коагуляции дисперсных систем, на первичные частицы под действием жидкой среды (например, воды) или специальных веществ — пептизаторов. Пептизация — один из способов получения коллоидных растворов, применяется в технике при получении высокодисперсных суспензий глин и других веществ.